# كيفن فارياس
كيفن فارياس (بالبرتغالية: Kevin Farias‏) هو لاعب كرة قدم برازيلي، ولد في 21 مارس 1990 في بورتو أليغري في البرازيل. لعب مع Magnus Futsal ‏.